# Scheibenbühl und Bühle
Scheibenbühl und Bühle ist ein vom Landratsamt Tuttlingen am 25. Oktober 1988 durch Verordnung ausgewiesenes Landschaftsschutzgebiet auf dem Gebiet der Gemeinde Mahlstetten.

## Lage
Das Landschaftsschutzgebiet Scheibenbühl und Bühle liegt südwestlich der Ortslage von Mahlstetten oberhalb des Lippachtals. Es gehört zum Naturraum Hohe Schwabenalb.
Das Gebiet befindet sich in der geologischen Einheit des Oberjura. Es stehen die Formationen des Unteren Massenkalks an.

## Landschaftscharakter
Im Norden befindet sich der 909 m ü. NHN hohe, bewaldete Scheibenbühl. Auch im Süden des Gebiets befinden sich geschlossene Waldbestände. Dazwischen wird das Gebiet von Grünlandflächen mit zahlreichen Feldgehölzen und Einzelbäumen geprägt. Im Westen grenzen die bewaldeten Hänge des Lippachtals an.

## Zusammenhängende Schutzgebiete
Das Landschaftsschutzgebiet überschneidet sich in Teilen mit dem FFH-Gebiet Großer Heuberg und Donautal und liegt im Vogelschutzgebiet Südwestalb und Oberes Donautal sowie im Naturpark Obere Donau.